# Cristian Portugués
Cristian Portugués Manzanera (Murcia, 21 mei 1992) - alias Portu - is een Spaanse voetballer die doorgaans als middenvelder speelt. Hij verruilde  Getafe in september 2023 voor Girona.

## Carrière
Portu stroomde door vanuit de jeugd van Valencia. Hiervoor speelde hij meer dan honderd wedstrijden in het tweede elftal voordat hij op 27 februari 2014 debuteerde in de hoofdmacht. Dat speelde die dag een wedstrijd in de Europa League, thuis tegen Dynamo Kiev (0–0). Portu viel in de 81e minuut in voor Federico Cartabia. Zijn debuut in de Primera División volgde drie dagen later. Toen kreeg hij een basisplaats tijdens een met 1–0 verloren wedstrijd uit bij Rayo Vallecano.
Dit bleven zijn enige wedstrijden voor Valencia. dat hem in de seizoenen 2014/15 en 2015/16 verhuurde aan Albacete en in juli 2016 transfervrij liet vertrekken naar Girona. Portu speelde voor beide clubs samen meer dan honderd wedstrijden in de Segunda División, waarna hij in 2017 met Girona voor het eerst in de clubhistorie promoveerde naar de Primera División. Hij bleef ook basisspeler in de twee seizoenen die Girona op het hoogste niveau verbleef. Zijn doelpuntentotaal bereikte in het seizoen 2017/18 voor het eerste dubbele cijfers.
Portu degradeerde in 2019 met Girona naar de Segunda División. Hij daalde zelf niet mee af. In plaats daarvan tekende hij in juli 2019 een contract tot medio 2024 bij Real Sociedad, de nummer negen van Spanje in het voorgaande seizoen. Dat betaalde €10.000.000,- voor hem. Portu won op 3 april 2021 met Sociedad de eerste prijs van zijn carrière. Hij was toen basisspeler in de finale van de Copa del Rey 2019/20. Hij kreeg die wedstrijd een strafschop waaruit zijn ploeggenoot Mikel Oyarzabal de winnende 1–0 maakte tegen Athletic Bilbao. Ook bereikte hij met Sociedad twee keer de laatste 32 van de Europa League. Portu speelde in drie seizoenen 109 competitiewedstrijden voor Sociedad, maar was nooit een onbetwiste basisspeler. De club verhuurde hem in juli 2022 voor een jaar aan Getafe. Dat nam hem in juli 2023 definitief over, maar twee maanden later liet hij de club achter zich om terug te keren naar Girona. Dat was inmiddels weer actief in de Primera División. Portu maakte op 3 september 2023 het enige doelpunt van de wedstrijd thuis tegen Las Palmas. Dat was zijn eerste doelpunt in de Primera División sinds 12 mei 2022, toen hij voor Real Sociedad scoorde tegen Cádiz.

## Clubstatistieken
| Seizoen | Club          | Competitie       | Competitie | Competitie | Beker | Beker | Internationaal | Internationaal | Totaal | Totaal |
| Seizoen | Club          | Competitie       | Wed.       | Dlp.       | Wed.  | Dlp.  | Wed.           | Dlp.           | Wed.   | Dlp.   |
| ------- | ------------- | ---------------- | ---------- | ---------- | ----- | ----- | -------------- | -------------- | ------ | ------ |
| 2013/14 | Valencia      | Primera División | 1          | 0          | 0     | 0     | 1              | 0              | 2      | 0      |
| 2014/15 | → Albacete    | Segunda División | 36         | 6          | 3     | 0     | —              | —              | 39     | 6      |
| 2015/16 | → Albacete    | Segunda División | 39         | 6          | 1     | 0     | —              | —              | 40     | 6      |
| 2016/17 | Girona        | Segunda División | 41         | 8          | 0     | 0     | —              | —              | 41     | 8      |
| 2017/18 | Girona        | Primera División | 37         | 11         | 0     | 0     | —              | —              | 37     | 11     |
| 2018/19 | Girona        | Primera División | 34         | 9          | 3     | 1     | —              | —              | 37     | 10     |
| 2019/20 | Real Sociedad | Primera División | 35         | 7          | 6     | 0     | —              | —              | 41     | 7      |
| 2020/21 | Real Sociedad | Primera División | 37         | 8          | 1     | 0     | 8              | 1              | 46     | 9      |
| 2021/22 | Real Sociedad | Primera División | 37         | 1          | 5     | 1     | 7              | 0              | 49     | 2      |
| 2022/23 | → Getafe      | Primera División | 34         | 0          | 3     | 0     | —              | —              | 37     | 0      |
| 2023/24 | Getafe        | Primera División | 3          | 0          | 0     | 0     | —              | —              | 3      | 0      |
| 2023/24 | Girona        | Primera División | 1          | 1          | 0     | 0     | —              | —              | 1      | 1      |
| Totaal  | Totaal        | Totaal           | 335        | 57         | 22    | 2     | 16             | 1              | 373    | 60     |

Bijgewerkt t/m 2 september 2023

## Erelijst
| Copa del Rey | 1x | 2019/20 |

1 Carlos ·
3 Gutiérrez ·
4 Martínez ·
5 López ·
6 Van de Beek ·
7 Stuani  ·
8 Tsyhankov ·
9 Ruiz ·
10 Asprilla ·
11 Danjuma ·
13 Gazzaniga ·
14 Romeu ·
15 Juanpe ·
16 Francés ·
17 Blind ·
18 Krejčí ·
19 Miovski ·
20 Gil ·
21 Herrera ·
22 Solís ·
23 Martín ·
24 Portu ·
25 López ·
27 Misehouy ·
Coach: Míchel